# Barbu géant
Psilopogon virens
Espèce
Statut de conservation UICN

 LC  : Préoccupation mineure
Synonymes
- Bucco virens (Protonyme)
- Megalaima virens

Le Barbu géant (Psilopogon virens, anciennement Megalaima virens) est une espèce d'oiseaux de la famille des Megalaimidae dont l'aire de répartition s'étend dans l'Himalaya sur le Pakistan, l'Inde, le Népal, le Bhoutan, le Bangladesh, la Birmanie, en Asie du Sud-Est en Thaïlande, au Laos, au Cambodge et au Viêt Nam et dans le sud de la Chine.

## Description
Le barbu géant mesure jusqu'à 32 cm de long et pèse de 200 à 300 g. Il a une silhouette trapue, un énorme bec jaune caractéristique et des rayures vert foncé ou bleues sur le ventre.
C'est un animal solitaire vivant en couple pendant la période de reproduction. On le rencontre dans les forêts et les vallées boisées.
Il creuse un nid dans un trou d'arbre et les deux parents nourrissent les petits.
Le chant du mâle est constitué de séries de kîî-ar, kéi-oh ou pîîaoh aigus et sonores ; le chant de la femelle est constitué de piou-piou-piou rapide.
C'est un oiseau frugivore appréciant les figues et les prunes sauvage. Il mange aussi des baies, des fleurs et des bourgeons ainsi que quelques insectes. Il se nourrit parfois en groupe d'une trentaine d'individus en haut des arbres.

## Liste de sous-espèces
D'après la classification de référence (version 5.2, 2015) du Congrès ornithologique international, cette espèce est constituée des six sous-espèces suivantes (ordre phylogénique) :
- Psilopogon virens marshallorum (Swinhoe, 1870)
- Psilopogon virens magnificus (E.C.S. Baker, 1926)
- Psilopogon virens mayri (Ripley, 1948)
- Psilopogon virens clamator (Mayr, 1941)
- Psilopogon virens virens (Boddaert, 1783)
- Psilopogon virens indochinensis Rand, 1953